# 古墓丽影IV–VI复刻版
《古墓丽影IV–VI复刻版》是对《古墓丽影IV》、《古墓丽影V》、《古墓丽影VI》三部曲的复刻，由擁抱者集團旗下的Aspyr开发并发行，于2025年2月14日发售。